# It's Daejeon
It's Daejeon é um torneio de futebol amistoso criado em 2007 e disputado em Daejeon na Coreia do Sul. Tem como anfitrião o Daejeon Citizen, sendo todos os jogos disputados no Daejeon World Cup Stadium.

## Torneios
| Edição | Data                  | Mandante        | Placar      | Visitante          | Gols                                                         |
| ------ | --------------------- | --------------- | ----------- | ------------------ | ------------------------------------------------------------ |
| 1ª     | 17 de julho de 2007   | Daejeon Citizen | 0 – 2       | Internacional      | Porcellis (2)                                                |
| 2ª     | 21 de junho de 2008   | Daejeon Citizen | 1(2) – 1(4) | Vissel Kobe        | Choi Kun-Sik / Leandro                                       |
| 3ª     | 30 de maio de 2009    | Daejeon Citizen | 4 – 2       | Vasco da Gama      | Park Sung-Ho e Kwon Jib (3) / Faioli e Souza                 |
| 4ª     | 5 de junho de 2010    | Daejeon Citizen | 2 – 1       | Argentinos Juniors | Zacarias e Kwak Chang-Hee / Ciro Rius                        |
| 5ª     | 5 de junho de 2011    | Daejeon Citizen | 1 – 2       | Consadole Sapporo  | Park Sung-Ho / Shinya Uehara e Junki Yokono                  |
| 6ª     | 9 de junho de 2012    | Daejeon Citizen | 2 – 0       | Atlas              | Kevin Oris e Lee Ho                                          |
| 7ª     | 1º de junho de 2013   | Daejeon Citizen | 3 – 2       | Sibir Novosibirsk  | Borja Sánchez (2) e Kim Byung Suk / Chadov e Efanov          |
| 8ª     | 13 de junho de 2014   | Daejeon Citizen | 1 – 1       | Sibir Novosibirsk  | Lee Dong-Hyun / Cebotaru                                     |
| 9ª     | 10 de outubro de 2015 | Daejeon Citizen | 2 – 3       | Yanbian Funde      | Seo Myeong-Won (2) / Ha Tae-Kyun, Jaílton Paraíba e Li Hao   |
| 10ª    | 24 de junho de 2016   | Daejeon Citizen | 3 – 1       | Tubize             | Jin Dae-sung, Gustavo Sauer e Kim Eun-jung / Levan Shengelia |
| 11ª    | 30 de junho de 2017   | Daejeon Citizen | 1 – 2       | SKA-Energiya       | Jang Jun-young / Ruslan Koryan e Aleksandr                   |
| 12ª    | 18 de junho de 2018   | Daejeon Citizen | 1 – 1       | Luch-Energiya      | Hae-seong Yu / Nosov                                         |